# Rhodochlanis unicolor
Rhodochlanis unicolor är en insektsart som först beskrevs av Scott 1880.  Rhodochlanis unicolor ingår i släktet Rhodochlanis och familjen rundbladloppor. Inga underarter finns listade i Catalogue of Life.